# Salpida
Salpida é uma ordem de tunicados marinhos pertencente à classe Thaliacea.

## Taxonomia
- Família Salpidae
  - Género Brooksia
  - Género Cyclosalpa
  - Género Helicosalpa
  - Género Iasis
  - Género Ihlea - Metcalf, 1919
  - Género Metcalfina
  - Género Pegea Savigny, 1816
  - Género Ritteriella
  - Género Salpa - Forskål, 1775
  - Género Soestia
  - Género Thalia
  - Género Thetys Tilesius, 1802
  - Género Traustedtia